# 阿旺桑
阿旺桑（法語：Avensan，法語發音：[avɑ̃sɑ̃]）是法国吉伦特省的一个市镇，属于莱斯帕尔梅多克区。

## 地理
阿旺桑（45°2'5"N, 0°45'28"W）面积52.24 平方千米，位于法国新阿基坦大区吉倫特省，该省份为法国西南部沿海省份，是法國本土面积最大的省，北起滨海夏朗德省，西临大西洋，南至朗德省，东南接洛特-加龍省，东临多爾多涅省。
与阿旺桑接壤的市镇（或旧市镇、城区）包括：阿尔萨克、卡斯泰尔诺-德梅多克、马尔戈-康特纳克、梅多克地区穆利斯、圣欧班德梅多克、萨洛讷、苏桑。

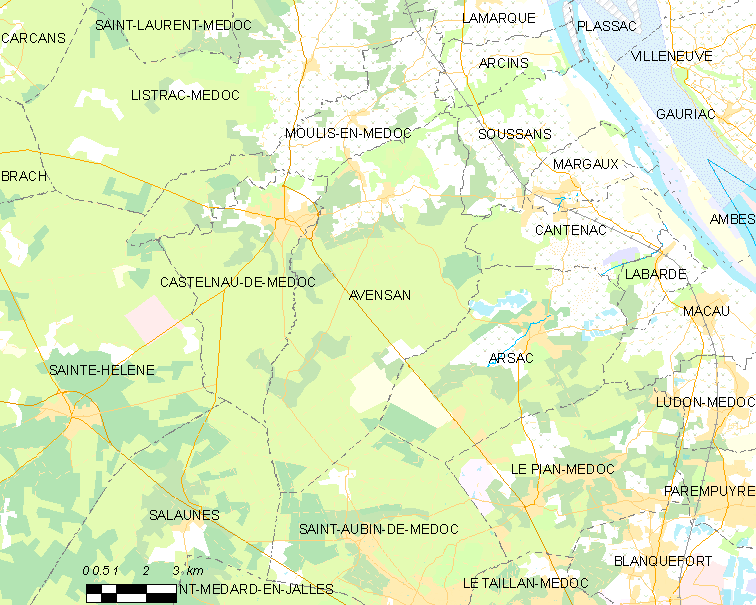
阿旺桑的OSM定位图

阿旺桑的时区为UTC+01:00、UTC+02:00（夏令时）。

## 行政
阿旺桑的邮政编码为33480，INSEE市镇编码为33022。

## 政治
阿旺桑所属的省级选区为南梅多克县。

## 人口

1962-2008年间阿旺桑人口变化图示

阿旺桑于2022年1月1日时的人口数量为3108人。